# NGC 6702
NGC 6702 este o galaxie situată în constelația Lira. A fost descoperită în 8 septembrie 1863 de către Heinrich Louis d'Arrest. Se află la o distanță de 52 de megaparseci de Pământ.